# HTML5 video
HTML5 video è un elemento introdotto nelle specifiche dell'HTML5 con lo scopo di aprire nuovi standard sulla riproduzione di filmati e video, tutto ciò in sostituzione all'elemento <object>.
Ciò comporta che i browser rispettanti l'HTML5 non necessitano di player proprietari (come Adobe Flash Player) per riprodurre video incorporati tramite il tag <video>.
Questo standard è ostacolato dalla mancanza di un accordo su quali formati video debbano essere ufficialmente supportati.

## Specifiche
L'HTML5 prevede una serie di attributi da aggiungere al tag di apertura <video> per indicare al browser se e come usare determinate caratteristiche:
- src - indica la posizione del file video;
- width - imposta la larghezza del video in pixel;
- height -  imposta l'altezza del video in pixel;
- poster - consente di specificare un'immagine che sia visualizzata all'interno dell'area di riproduzione prima che il video venga eseguito;
- controls - la sua presenza indica al browser di visualizzare i classici controlli play, pausa, volume, barra di avanzamento ecc.;
- autoplay - quando è presente indica al browser di avviare la riproduzione del video appena si raggiungono le condizioni minime di buffer necessarie;
- loop - se è presente questa stringa, il browser ricomincerà nuovamente la riproduzione del video non appena questo sarà giunto alla fine;
- preload - questo attributo riguarda il caricamento del video e dispone di tre opzioni: none, metadata e auto: la prima indica al browser di non effettuare nessun caricamento del video finché non venga premuto il tasto play, la seconda indica di caricare soltanto i metadati, cioè informazioni di base come la durata, le dimensioni e i codec del video, mentre la terza indica al browser di cominciare immediatamente il caricamento del video;
- muted - la presenza di questo attributo fa sì che il browser non riproduca nessun suono durante la riproduzione del video;
- audio - questo attributo, impostato a muted, è stato sostituito dal precedente in seguito ad una revisione delle specifiche e non è più utilizzato.

Tra i tag di apertura (<video>) e chiusura (</video>) può essere inserito un testo che i browser che non supportano l'HTML5 mostreranno al posto del video.
Il seguente frammento di codice HTML5 inserisce un video in formato WebM nella pagina e mostra l'uso degli attributi visti precedentemente (nell'esempio sono mostrati tutti, nella realtà si inseriscono solo quelli desiderati).
```
<video src="esempio.webm" width="720" height="576" poster="immagine.jpg" controls autoplay loop preload="auto" muted>
  Questo testo viene visualizzato se il browser non supporta l'HTML5.
</video>

```

## Formati video supportati
Le correnti norme dell'HTML5 non specificano quali formati video i browser debbano supportare nel tag video. Pertanto ad oggi essi possono supportare qualunque formato che i loro sviluppatori ritengano appropriato.

### Dibattito sul formato unico
l'HTML5 Working Group ritiene che sia preferibile che ci sia un formato video unico che sia supportato da tutti i browser. Il formato ideale dovrebbe:
- avere una buona compressione, una buona qualità dell'immagine e non gravare troppo sul processore;
- essere libero dalla necessità di pagare delle licenze per il suo utilizzo;
- avere, oltre ai decoder software, anche un decoder hardware, dato che molti processori integrati non sono abbastanza potenti da decodificare i video.

Inizialmente Theora era lo standard video raccomandato per l'HTML5, dal momento che non è vincolato da nessun brevetto conosciuto. Tuttavia il 10 dicembre 2007, la bozza dell'HTML5 è stata modificata, sostituendo il riferimento a Theora:
con:
Sebbene Theora non sia vincolato da nessun brevetto conosciuto, aziende come Apple e Nokia sono preoccupate per la possibilità che esistano brevetti nascosti, i cui proprietari potrebbero essere in attesa che una grossa compagnia usi il formato per poi reclamare il pagamento delle licenze. Apple, Microsoft e altre aziende detengono i brevetti del principale rivale, il formato H.264.

La rimozione del formato Ogg dalle specifiche è stata criticata, non sussistendo alcuna ragione per supporre che Theora sia vincolato da brevetti "nascosti", né essendo possibile accertarsi che brevetti "nascosti" esistano anche nel caso dell'H.264.
Apple, inoltre, si è opposta all'uso del formato Ogg nello standard HTML (che comunque non è obbligatorio) sostenendo che molti dispositivi supportano altri formati molto più facilmente e che l'HTML non ha mai imposto l'uso di un determinato formato su niente.
L'H.264/MPEG-4 AVC è più usato ed ha buone velocità, compressione, decoder hardware e qualità video, ma è coperto da brevetti. Tranne che in particolari casi, gli utilizzatori dell'H.264 devono pagare dei costi di licenza a MPEG LA, un gruppo di detentori di brevetti sull'H.264 che include Microsoft e Apple. Per questo motivo non è stato considerato adatto come codec unico per l'HTML5.

### Acquisizione di On2 da parte di Google
L'acquisizione di On2 Technologies da parte di Google ha portato alla creazione del progetto WebM, che utilizza il codec video open source e libero da brevetti VP8 in un contenitore Matroska con audio Vorbis. È supportato dai browser Google Chrome, Opera e Mozilla Firefox, oltre che da altri meno utilizzati.
Quando Google annunciò nel gennaio 2011 l'intenzione di rimuovere il supporto nativo all'H.264 in Chrome, ricevette critiche da molte parti, tra cui Peter Bright di Ars Technica e Tim Sneath di Microsoft (uno dei detentori dei brevetti sull'H.264), che comparò la mossa di Google con la dichiarazione dell'esperanto come lingua ufficiale degli Stati Uniti. Comunque, Haavard Moen di Opera Software ha fortemente criticato l'articolo di Ars Technica chiarendo il suo intento di promuovere il WebM nei suoi prodotti sulla base dell'apertura di Internet.

## Supporto da parte dei browser
| Browser           | Sistemi operativi     | Ultima versione stabile           | Formati video supportati | Formati video supportati | Formati video supportati | Formati video supportati |
| Browser           | Sistemi operativi     | Ultima versione stabile           | Ogg                      | MPEG                     | WebM                     | WebM                     |
| Browser           | Sistemi operativi     | Ultima versione stabile           | Theora                   | H.264                    | VP8                      | VP9                      |
| ----------------- | --------------------- | --------------------------------- | ------------------------ | ------------------------ | ------------------------ | ------------------------ |
| Android browser   | Android               | 4.4.4 “KitKat” (19 giugno 2014)   | Da 2.3                   | Da 3.0                   | Da 2.3                   | No                       |
| Chromium          | Tutti i supportati    |                                   | Da r18297                | Installazione manuale    | Da r47759                | Da r172738               |
| Google Chrome     | Tutti i supportati    | 44.0.2403.125 (28 luglio 2015)    | Da 3.0                   | Da 3.0                   | Da 6.0                   | Da 29.0                  |
| Internet Explorer | Windows               | 11.0.21 (14 luglio 2015)          | Installazione manuale    | Da 9.0                   | Installazione manuale    | No                       |
| Internet Explorer | Windows Phone         | 11.0 (10 febbraio 2014)           | No                       | Da 9.0                   | No                       | No                       |
| Internet Explorer | Windows RT            | 10.0 (14 febbraio 2011)           | No                       | Da 10.0                  | No                       | No                       |
| Konqueror         | Tutti i supportati    | 4.14.3 (11 novembre 2014)         | Da 4.4                   | Da 4.4                   | Da 4.4                   | Da 4.4                   |
| Microsoft Edge    | Windows 10            | 20.10240.16384.0 (29 luglio 2015) | Da 17                    | Da 1.0                   | No                       | No                       |
| Mozilla Firefox   | Windows 7+            | 39.0 (2 luglio 2015)              | Da 3.5                   | Da 21.0                  | Da 4.0                   | Da 28.0                  |
| Mozilla Firefox   | Windows Vista         | 39.0 (2 luglio 2015)              | Da 3.5                   | Da 22.0                  | Da 4.0                   | Da 28.0                  |
| Mozilla Firefox   | Windows XP            | 39.0 (2 luglio 2015)              | Da 3.5                   | Installazione manuale    | Da 4.0                   | Da 28.0                  |
| Mozilla Firefox   | Linux                 | 39.0 (2 luglio 2015)              | Da 3.5                   | Da 26.0                  | Da 4.0                   | Da 28.0                  |
| Mozilla Firefox   | Android               | 39.0 (2 luglio 2015)              | Da 3.5                   | Da 17.0                  | Da 4.0                   | Da 28.0                  |
| Mozilla Firefox   | macOS                 | 39.0 (2 luglio 2015)              | Da 3.5                   | Da 34.0                  | Da 4.0                   | Da 28.0                  |
| Mozilla Firefox   | Firefox OS            | 39.0 (2 luglio 2015)              | Da 3.5                   | Da 1.1                   | Da 4.0                   | Da 28.0                  |
| Opera             | Android               | 30.0.1856.93524 (24 giugno 2015)  | No                       | Da 11.50                 | Da 15.0                  | Da 16.0                  |
| Opera             | Symbian S60           | 12.0.22 (24 giugno 2012)          | No                       | Da 11.50                 | Da 15.0                  | Da 16.0                  |
| Opera             | Windows Mobile        | 10.0 (16 marzo 2010)              | No                       | Da 11.50                 | Da 15.0                  | Da 16.0                  |
| Opera             | Windows, macOS, Linux | 30.0.1835.125 (14 luglio 2015)    | Da 10.50                 | Da 24.0                  | Da 10.60                 | No                       |
| Safari            | iOS                   | 8.0.7 (30 giugno 2015)            | No                       | Da 3.1                   | No                       | No                       |
| Safari            | macOS                 | 8.0.7 (30 giugno 2015)            | Installazione manuale    | Da 3.1                   | Installazione manuale    | No                       |
| Web               | Tutti i supportati    | 3.16.3 (18 maggio 2015)           | Da 2.28                  | Da 2.28                  | Da 2.28                  | Da 2.28                  |

## Diffusione dei formati
Ad aprile 2010, quando l'iPad di Apple stava per essere lanciato, molti siti hanno cominciato ad offrire video in HTML5 col codec H.264 anziché in Flash per gli utenti identificati come iPad.
A maggio 2010 i video HTML5 non erano così diffusi come i video Flash, sebbene alcuni siti avessero cominciato ad utilizzare in via sperimentale i video in HTML5, tra cui Dailymotion (usando i formati Theora e Vorbis), YouTube (sia in H.264 che in WebM) e Vimeo (in H.264).
Secondo una nota di YouTube, l'elemento <video> attualmente non soddisfa tutte le esigenze del sito. La ragione principale di ciò è l'assenza di un formato standard, la mancanza di un sistema di protezione del contenuto e l'incapacità di mostrare i video a schermo intero. Anche Hulu non ha adottato l'HTML5 per l'impossibilità di adattare la banda disponibile all'utente e di proteggere i contenuti mostrati. Inoltre pure Netflix non ha adottato l'HTML5 per motivi analoghi.
L'11 gennaio 2011 il progetto Chromium di Google annunciò la rimozione del supporto ai codec chiusi (in particolare l'H.264) dai futuri rilasci di Chrome. L'annuncio specificava che la decisione era stata presa per aiutare la diffusione di un HTML5 libero da brevetti, favorendo l'uso dei codec open source VP8 e Theora.
Nell'aprile 2011 Google annunciò la conversione di tutti i video di YouTube in WebM cominciando dal 30% di quelli più visti.

## Uso di più formati video contemporaneamente
Nell'attesa che l'HTML5 Working Group stabilisca una volta per tutte quale debba essere il formato video ufficiale per l'elemento <video>, è possibile inserire nello stesso tag <video> diversi formati multimediali in modo che sia il browser a scegliere quale aprire. Per fare ciò si deve usare l'elemento <source>.
Ad esempio, supponendo di voler inserire in una pagina il video "esempio" nei tre formati Theora, H.264 e WebM, si deve utilizzare il seguente codice:
```
<video poster="immagine.jpg" controls>
  <source src="esempio.ogv" type="video/ogg">
  <source src="esempio.mp4" type="video/mp4">
  <source src="esempio.webm" type="video/webm">
  <p>Questo testo viene visualizzato se il browser non supporta l'HTML5.</p>
</video>

```

## Piattaforma esterna o interna
Un video si può incorporare ospitandolo sul server del proprio sito web ("self hosting") o su una piattaforma esterna (YouTube, Vimeo,...).
| Server proprio                                        | Server proprio | Piattaforma esterna | Piattaforma esterna                                             |
| ----------------------------------------------------- | --- | --- | --------------------------------------------------------------- |
| PRO                                                   | CONTRO | PRO | CONTRO                                                          |
| Totale privacy e controllo                            | Tempi di caricamento della pagina più lunghi                                                                                      | Dispositivi e browser diversi richiedono formati di file diversi. I servizi di terze parti sono in grado di convertire il file video. | Tramite appositi servizi web il video è scaricabile             |
| Nessuno può scaricare, eliminare o vietare il video   | Se l'hosting privato non è particolarmente performante, la riproduzione può essere carente                                        | Larghezza di banda molto più alta dei comuni hosting privati                                                                          | Meno privacy e controllo                                        |
| Nessun logo o watermark                               | Riproduzione più lenta e meno affidabile                                                                                          | Riproduzione più veloce | Aspetto non completamente personalizzabile                      |
| Colori / aspetto completamente personalizzabili       | Nessuna promozione aggiuntiva al di fuori di ciò che il sito ospitante fornisce                                                   | Il video non si fermerà finché non sarà finito, indipendentemente dalla velocità di Internet dell'utente                              | Possibili watermark                                             |
| Si mantengono i visitatori sulla propria pagina       | Potenziali clienti possono finire per caso sul video se si trova su una piattaforma esterna. Ciò non accade su un hosting privato | Potenziali clienti possono finire per caso sul video                                                                                  | Annunci di aziende esterne durante il video                     |
| Nessun annuncio o video suggerito alla fine del video | SEO più limitata delle piattaforme famose                                                                                         | SEO migliore (le piattaforme famose sono meglio indicizzate dei siti web privati)                                                     | Possibile eliminazione del video se non risponde a certe regole |

## Confronto con altre tecniche
Alcune animazioni create con varie tecniche visivamente sono identiche o molto simili ad un video incorporato con il tag <video>. Ogni tecnica ha pro e contro, a seconda delle proprie esigenze:
| GIF | CSS animation | Canvas\WebGL | SVG | <video> |
| --- | --- | --- | --- | --- |

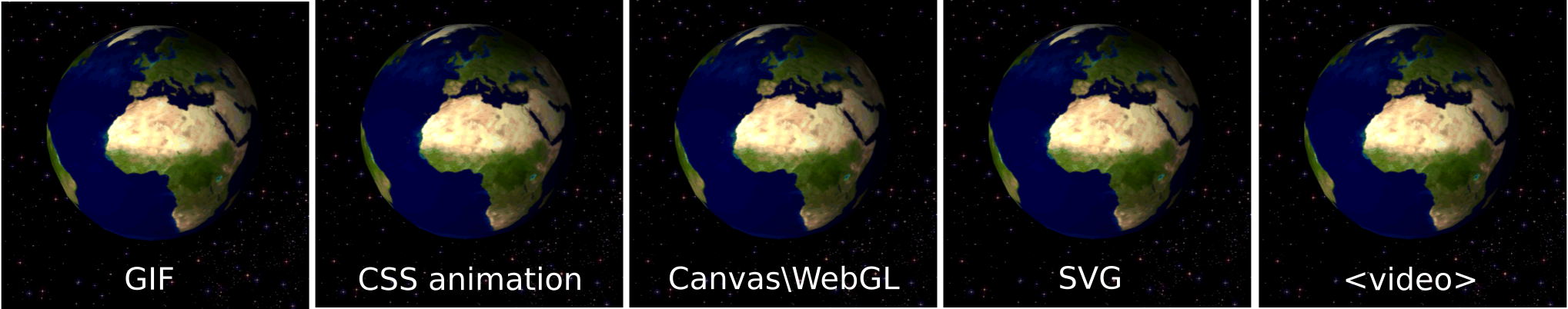
Con diverse tecniche si può ottenere lo stesso risultato animato

| PRO: semplicità di creazione, adattabilità ai diversi dispositivi, salvabile dall'utente con tasto destro del mouse, nessuna programmazione CONTRO: possibilità molto limitate, nessuna interattività | PRO: possibilità ampie, poco peso in KB, interattività CONTRO: non sempre adattabile a tutti i dispositivi, programmazione necessaria non sempre facile | PRO: possibilità ampie, realismo 3D, interattività CONTRO: non sempre adattabile a tutti i dispositivi, programmazione necessaria non sempre facile | PRO: possibilità ampie, nessun vincolo alla qualità in pixel, interattività CONTRO: non sempre adattabile a tutti i dispositivi, programmazione necessaria non sempre facile | PRO: possibilità molto ampie con utilizzo di software avanzati di animazione come Premiere e After effects, adattabile a tutti i dispositivi, possibilità di stop e ripresa del video da qualsiasi punto, sottotitoli in tutte le lingue, nessuna programmazione CONTRO: nessuna interattività, file spesso pesanti, video scaricabile dall'utente con tasto destro del mouse |

## Sottotitoli
Si possono creare sottotitoli in tutte le lingue a scelta dell'utente, visibili durante il video e anche scaricabili in formato TXT o altro:
```
<
video
 
id
=
"video"
 
controls
 
preload
=
"metadata"
>

   
<
source
 
src
=
"video/uno.mp4"
 
type
=
"video/mp4"
>

   
<
source
 
src
=
"video/uno.webm"
 
type
=
"video/webm"
>

   
<
track
 
label
=
"English"
 
kind
=
"subtitles"
 
srclang
=
"en"
 
src
=
"captions/vtt/uno-en.vtt"
 
default
>

   
<
track
 
label
=
"Deutsch"
 
kind
=
"subtitles"
 
srclang
=
"de"
 
src
=
"captions/vtt/uno-de.vtt"
>

   
<
track
 
label
=
"Español"
 
kind
=
"subtitles"
 
srclang
=
"es"
 
src
=
"captions/vtt/uno-es.vtt"
>

</
video
>

```

### Stili CSS dei sottotitoli
Si possono formattare i sottotitoli con diversi stili. Le principali proprietà CSS per farlo sono:
- color
- opacity
- visibility
- text-decoration
- text-shadow
- background
- outline
- font
- white-space

Esempio:
```
::
cue
(
v
[
voice
=
'Test'
])
 
{

   
color
:
#ccc
;

   
background
:
#0055dd
;

}

```

## Uso come sfondo di un altro elemento HTML

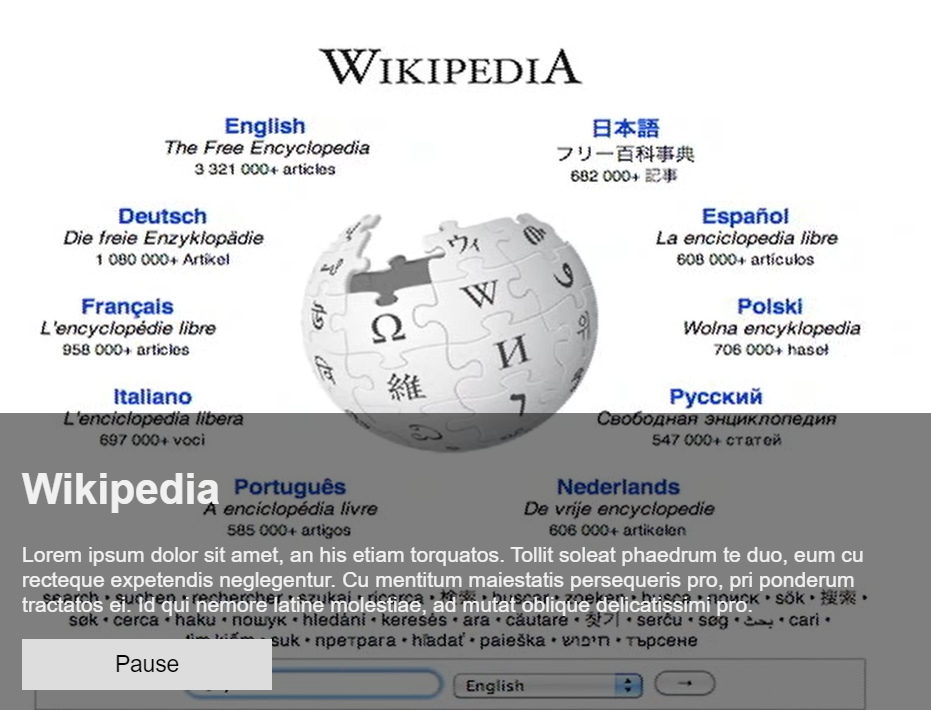
Esempio di video di sfondo in un DIV

Un video HTML5 si può inserire come sfondo di un altro elemento HTML, come un paragrafo, un DIV, o anche dell'intero sito web e fare in modo che sia responsivo. Se inserito come sfondo però, esattamente come un'immagine o un gradiente CSS 3, non potrà essere salvato dall'utente con tasto destro del mouse e "salva col nome" poiché sarà un video di decorazione e non di contenuto.
```
#
myVideo
 
{

  
position
:
 
fixed
;

  
right
:
 
0
;

  
bottom
:
 
0
;

  
min-width
:
 
100
%
;
 

  
min-height
:
 
100
%
;

}

.
content
 
{

  
position
:
 
fixed
;

  
bottom
:
 
0
;

  
background
:
 
rgba
(
0
,
 
0
,
 
0
,
 
0.5
);

  
color
:
 
#f1f1f1
;

  
width
:
 
100
%
;

  
padding
:
 
20
px
;

}

```

## Formattazione
Con CSS 3, Canvas, SVG e WebGL è possibile formattare il video incorporato con <video> e aggiungere effetti vari senza agire direttamente sul video con Adobe Premiere o altri software.

### Elementi animati davanti al video
```
@
keyframes
 
overlay
 
{

	
30
%
 
{

		
left
:
 
0
;

		
width
:
 
50
%
;

	
}

	
50
%
 
{

		
background
:
 
#00f
;

	
}

	
80
%
 
{

		
left
:
 
80
%
;

		
width
:
 
20
%
;

	
}

	
100
%
 
{

		
left
:
 
60
%
;

		
width
:
 
40
%
;

		
background
:
 
#00f
;

	
}

}

figure
#
fashion
 
{

	
display
:
 
inline-block
;

	
position
:
 
relative
;

	
font-size
:
 
0
;

	
margin
:
 
0
;

}

figure
#
fashion
 
video
 
{

width
:
 
100
%
;

```

### Filtri
Si possono aggiungere filtri davanti al video anche in modalità sfondo responsivo(seppia, vignetteatura, sfocatura...):

#### CSS 3
```
video
 
{
 

    
position
:
 
fixed
;

    
top
:
 
50
%
;

    
left
:
 
50
%
;

    
min-width
:
 
100
%
;

    
min-height
:
 
100
%
;

    
width
:
 
auto
;

    
height
:
 
auto
;

    
z-index
:
 
-1
;

    
transform
:
 
translateX
(
-50
%
)
 
translateY
(
-50
%
);

}

```

#### SVG
```
<
video
 
autoplay
=
"true"
 
id
=
"vid"
 
controls
=
"controls"
 
loop
=
"loop"
>

  

<
source
 
src
=
"https://upload.wikimedia.org/wikipedia/commons/transcoded/f/f6/Videoonwikipedia.ogv/Videoonwikipedia.ogv.480p.vp9.webm"
 
type
=
"video/ogg"
/>

<
source
 
src
=
"https://upload.wikimedia.org/wikipedia/commons/transcoded/f/f6/Videoonwikipedia.ogv/Videoonwikipedia.ogv.480p.vp9.webm"
 
type
=
"video/mp4"
/>

</
video
>

<
svg
 
id
=
'image'
 
version
=
"1.1"
 
xmlns
=
"http://www.w3.org/2000/svg"
>

<
defs
>

<
filter
 
id
=
"blurEffect"
>

<
feGaussianBlur
 
stdDeviation
=
"4"
/>

</
filter
>

<
filter
 
id
=
"turbulence"
>

<
feTurbulence
 
baseFrequency
=
".01"
 
type
=
"fractalNoise"
 
numOctaves
=
"3"
 
seed
=
"23"
 
stitchTiles
=
"stitch"
/>

</
filter
>

<
filter
 
id
=
"blur"
>

<
feGaussianBlur
 
stdDeviation
=
"10,3"
 
result
=
"outBlur"
/>

</
filter
>

<
filter
 
id
=
"inverse"
>

<
feComponentTransfer
>

<
feFuncR
 
type
=
"table"
 
tableValues
=
"1 0"
/>

<
feFuncG
 
type
=
"table"
 
tableValues
=
"1 0"
/>

<
feFuncB
 
type
=
"table"
 
tableValues
=
"1 0"
/>

</
feComponentTransfer
>

</
filter
>

```

### Maschere
Si possono creare maschere SVG o CSS3 ossia forme geometriche con all'interno un video.

#### SVG
```
<?xml version="1.0" standalone="no"?>
 
<!DOCTYPE svg PUBLIC "-//W3C//DTD SVG 1.1//EN" "http://www.w3.org/Graphics/SVG/1.1/DTD/svg11.dtd">
 
<
svg
 
version
=
"1.1"
 
xmlns
=
"http://www.w3.org/2000/svg"
 
xmlns:xlink
=
"http://www.w3.org/1999/xlink"
>
 
<
defs
>
 
<
mask
>
 
<
text
 
id
=
"text"
 
x
=
"10"
 
y
=
"140"
 
font-size
=
"150"
 
font-weight
=
"bold"
 
font-family
=
"Verdana"
 
fill
=
"white"
>
HELLO
</
text
>
 
</
mask
>
 
</
defs
>
 
<
use
 
xlink:href
=
"#text"
/>
 
</
svg
>

```

#### CSS 3
```
video
 
{
 
mask
:
url
(
'#vmask'
);
 
box-image
:
url
(
'text.svg'
);
 
margin
:
100
px
;
 
}

```

### Editing video con Canvas
Si possono fare manipolazioni grazie a HTML5 Canvas come per esempio l'effetto Chroma Key.
```
var
 
processor
;

  
processor
.
doLoad
 
=
 
function
 
doLoad
()
 
{

    
this
.
video
 
=
 
document
.
getElementById
(
'video'
);

    
this
.
c1
 
=
 
document
.
getElementById
(
'c1'
);

    
this
.
ctx1
 
=
 
this
.
c1
.
getContext
(
'2d'
);

    
this
.
c2
 
=
 
document
.
getElementById
(
'c2'
);

    
this
.
ctx2
 
=
 
this
.
c2
.
getContext
(
'2d'
);

    
let
 
self
 
=
 
this
;

    
this
.
video
.
addEventListener
(
'play'
,
 
function
()
 
{

        
self
.
width
 
=
 
self
.
video
.
videoWidth
 
/
 
2
;

        
self
.
height
 
=
 
self
.
video
.
videoHeight
 
/
 
2
;

        
self
.
timerCallback
();

      
},
 
false
);

  
},

```

### Transizioni WebGL
Si possono creare transizioni tra un video e l'altro con WebGL.
```
const
 
curtains
 
=
 
new
 
Curtains
({

    
container
:
 
"canvas"
,

    
pixelRatio
:
 
Math
.
min
(
1.5
,
 
window
.
devicePixelRatio
),
 

});

const
 
params
 
=
 
{

    
vertexShaderID
:
 
"vertexShader"
,

    
fragmentShaderID
:
 
"fragmentShader"
,

    
uniforms
:
 
{

        
transition
:
 
{

        
name
:
 
"uTransition"
,

        
type
:
 
"1f"
,

        
value
:
 
0
,

        
},

    
},

};

const
 
multiTexturesPlane
 
=
 
new
 
Plane
(

    
curtains
,
 

    
[...
document
.
getElementsByClassName
(
"plane"
)],

    
params

);

```

### Formattazione del video player
Si può modificare anche il video player che mostra il video (ossia i bottoni, la barra di avanzamento del video, il contorno...). Un esempio con il CSS:
```
.
controls
 
button
 
{

   
border
:
none
;

   
cursor
:
pointer
;

   
background
:
transparent
;

   
background-size
:
contain
;

   
background-repeat
:
no-repeat
;

}

.
controls
 
progress
 
{

   
display
:
block
;

   
width
:
100
%
;

   
height
:
81
%
;

   
margin-top
:
0.125
rem
;

   
border
:
none
;

   
color
:
#00ccff
;

   
border-radius
:
2
px
;

}

```

## Esempi

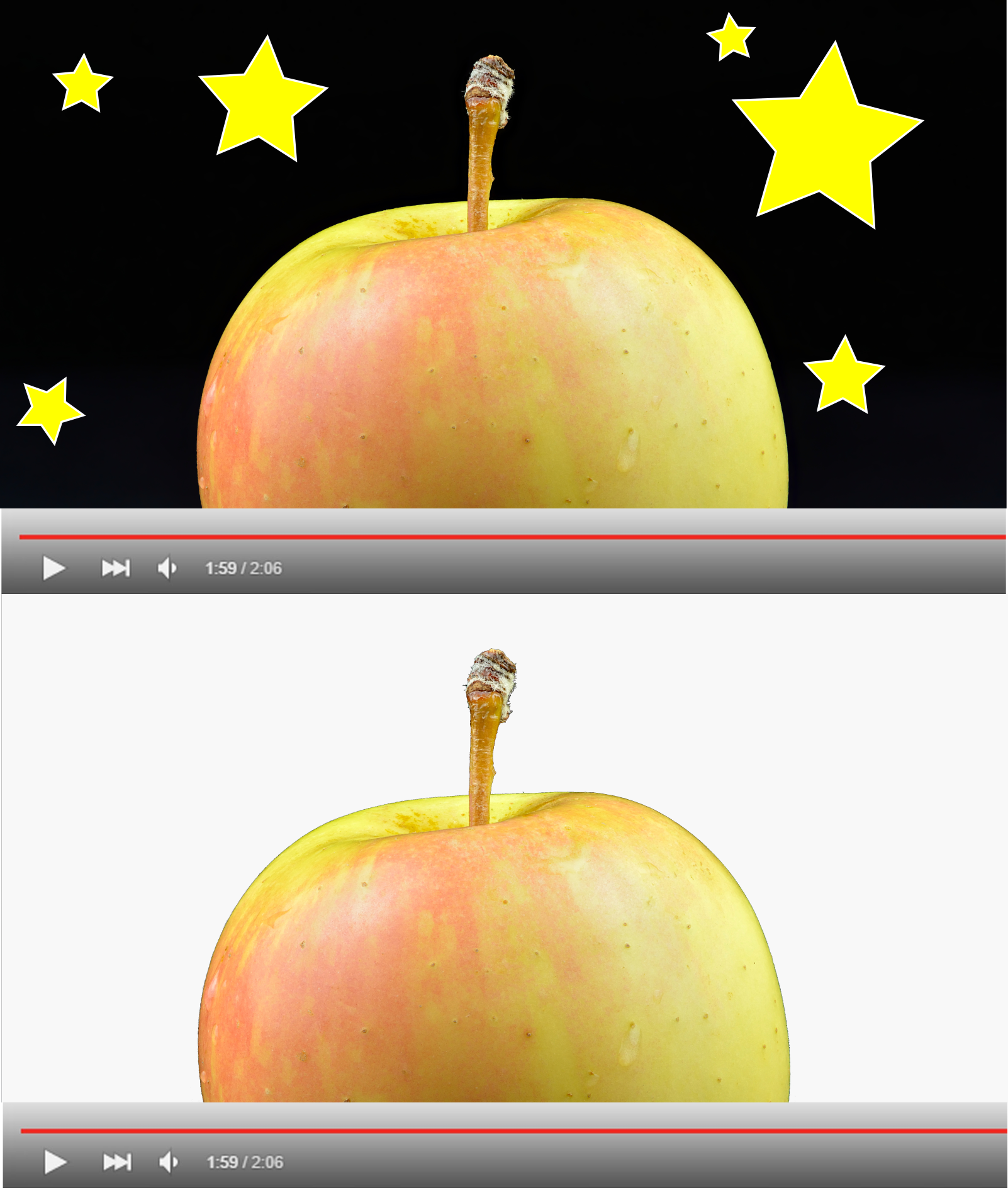
Esempio di effetto Chroma Key in un video fatto con Canvas.
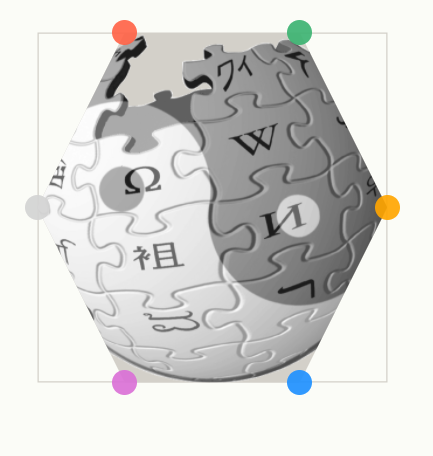
Esempio di maschera SVG in un video (con CSS3 si può ottenere lo stesso effetto)
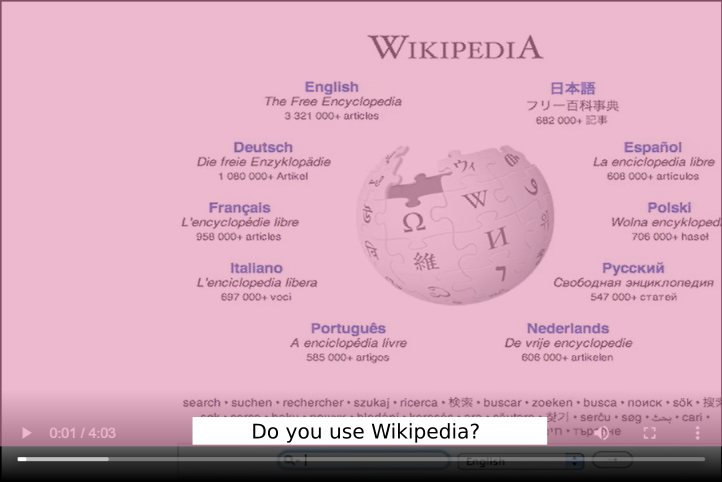
Esempio di filtro SVG (con CSS3 si può ottenere lo stesso effetto)